# Anastazy Panu

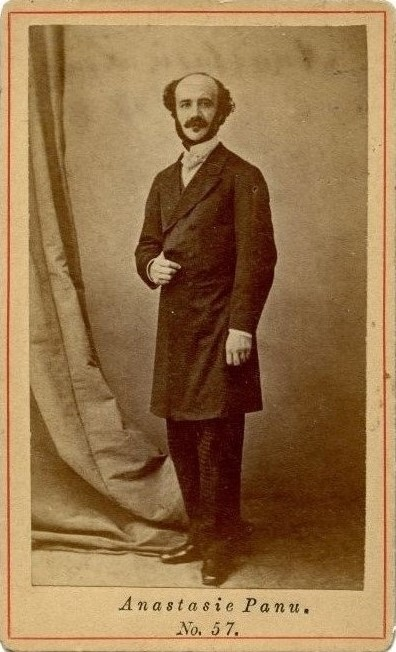
Anastazy Panu

Anastazy Panu (rum. Anastasie Panu; ur. 1810, zm. 1867 w Wiedniu) – kajmakam Mołdawii w latach 1858–1859.

## Biografia
Jesienią 1858 wybrany, jako kajmakam, wraz z Bazylim Sturdza i Stefanem Catargiu, do trzyosobowego zarządu tymczasowego Mołdawii, którego celem był doprowadzenie do wyboru hospodara. Zwolennik powstania państwa rumuńskiego, wraz ze Sturdzą, doprowadził do usunięcia przeciwnika zjednoczenia Mołdawii i Wołoszczyzny – Catargiu i zastąpienia go przez Jana Cantacuzino. Wkrótce po osiągnięciu celu i wyborze Aleksandra Jana Cuzy na hospodara popadł w chorobę psychiczną, zmarł w Wiedniu.